# Pirkko Ruohonen-Lerner
Pirkko Ruohonen-Lerner (ur. 6 lutego 1957 w Hyvinkää) – fińska polityk, posłanka do Eduskunty i Parlamentu Europejskiego.

## Życiorys
W 1976 zdała egzamin maturalny, ukończyła studium z zakresu księgowości (1979), uzyskała także licencjat z prawa (1981). Pracowała w administracji podatkowej, jako księgowa, w administracji miejskiej, zajmowała się także dziennikarstwem. Była radną gminy Myrskylä (1985–1988), a od 1996 radną miasta Porvoo. Zaangażowała się w działalność partii Prawdziwi Finowie. W wyborach w 2007 uzyskała mandat poselski, w 2011 i w 2015 skutecznie ubiegała się o reelekcję. Wkrótce po ostatnich wyborach przeszła do pracy w PE VIII kadencji, obejmując wakujący mandat eurodeputowanej. W Europarlamencie zasiadała do końca kadencji w 2019, powróciła do niego w trakcie IX kadencji w 2023.